# Петар Милошевић (пуковник)
Петар Милошевић (Ријечани Горњи, 12. јул 1943 — Модрича, 11. јун 2025) био је пуковник Војске Републике Српске и ратни командант Требавске бригаде.

## Биографија
Рођен 1943. године у Горњим Ријечанима, код Модриче. Основну школу је завршио у Бачком Брестовцу, а класичну гимназију у Сомбору. Академију ратног ваздухопловства и противваздушне одбране у Београду уписује 1963. а завршава 1966. године као потпоручник. Прво службовање је имао у касарни Земуник, а 1970. године је прекомандован у Бању Луку. У Бањој Луци је провео највећи дио војне службе, а избијање рата на територији СФР Југославије га затиче на позицији Начелника рода ПВО у 5. корпусу ЈНА.
Након мобилисања, као начелник лаког пука ПВО учествује у сукобима у Западној Славонији. Избијањем сукоба и у СР БиХ Милошевић са лаким пуком ПВО, по наређењу команде Првог крајишког корпуса, прелази у рејон Подновља, након чега постаје начелник штаба новоформиране Лаке требавске бригаде. Убрзо постаје и командант Лаке требавске бригаде. Као виспрен и поуздан старјешина истакао се у одбрани рејона Модриче, Требаве и општине Добој.
Пуковник Петар Милошевић је више пута одликован, награђиван и похваљиван, а указом предсједника Републике Српске 1998. године је одликован орденом Његоша другог реда.
Смртно је страдао у Модричи када га је као пјешака ударио возач камиона. Сахрањен је 14. јуна 2025. на Старом православном гробљу у Модричи.